# Jerome Whitehead
Jerome Clay Whitehead (Waukegan, 30 settembre 1956 – El Cajon, 20 dicembre 2012) è stato un cestista statunitense, professionista nella NBA.

## Carriera

### College
Dopo aver giocato alla Waukegan High School, passò un anno al Riverside Community College, prima di essere reclutato dalla Marquette University. In tre anni a Marquette fece registrare 11,1 punti e 7,7 rimbalzi di media, contribuendo alla vittoria nel torneo NCAA del 1977. Quell'anno segnò inoltre il canestro allo scadere che permise a Marquette di vincere la semifinale contro UNC Charlotte.

### NBA
Venne scelto al secondo giro del draft NBA del 1978 (41ª scelta assoluta) dai San Diego Clippers. Giocò pochissimo il primo anno e poco dopo l'inizio del secondo venne tagliato. Venne preso un mese dopo dagli Utah Jazz, con cui terminò la stagione.
Venne scelto dai Dallas Mavericks nel draft di espansione 1980. Giocò solo 7 partite prima di essere ceduto ai Cleveland Cavaliers, insieme a Richard Washington, in cambio di Bill Robinzine. Dopo 3 partite giocate a Cleveland venne nuovamente tagliato. Nel gennaio 1981 i San Diego Clippers gli offrirono un contratto.
Nella stagione 1981-82 il suo minutaggio aumentò sensibilmente, e segnò 13,8 punti con 9,2 rimbalzi a partita in 30,8 minuti di utilizzo medio. Fu la sua stagione migliore a livello statistico.
Giocò altre due stagioni a San Diego, prima di essere ceduto, nel giugno 1984, Golden State Warriors in cambio di Jay Murphy.
Nel 1984-85 fece registrare 13,0 punti e 7,9 rimbalzi in 32,1 minuti di media, approfittando dell'assenza di Joe Barry Carroll, trasferitosi all'Olimpia Milano in seguito a una disputa contrattuale.
Dall'anno seguente, rientrato Carroll, il suo minutaggio calò drasticamente.
All'inizio della stagione 1988-89 venne ceduto ai San Antonio Spurs in cambio di Shelton Jones. Fu la sua ultima stagione nella lega.
Chiuse la carriera con 4 423 punti e 3 268 rimbalzi in 679 partite (6,5 e 4,8 di media).

## Palmarès
- Campione NCAA (1977)